# Zelotaea pellex
Zelotaea pellex är en fjärilsart som beskrevs av Otto Staudinger 1888. Zelotaea pellex ingår i släktet Zelotaea och familjen Riodinidae. Inga underarter finns listade i Catalogue of Life.